# Sistema de ignição

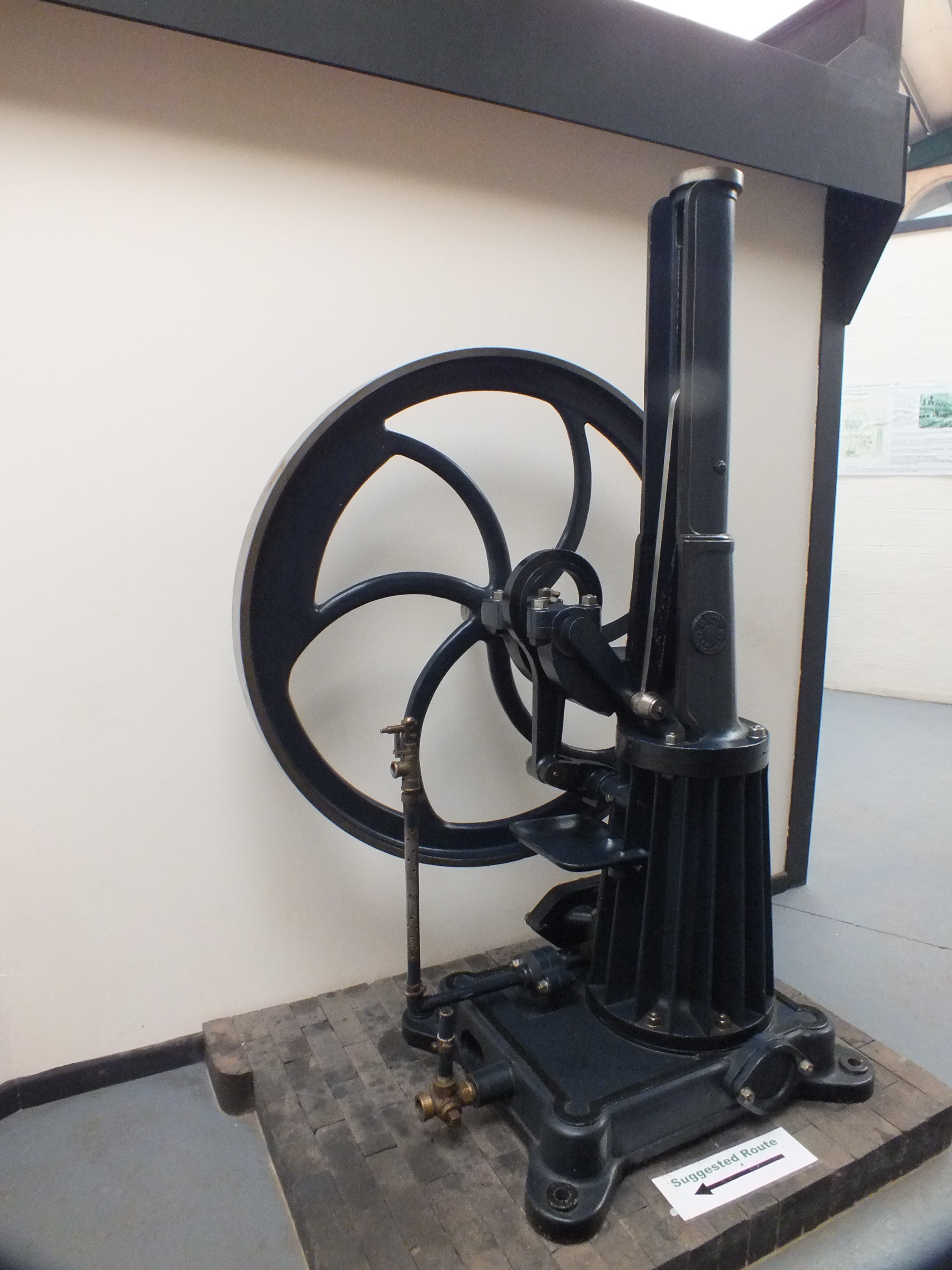
Motor a gás de 1870 com sistema de ignição por chama piloto.

Um sistema de ignição é qualquer sistema que inflame uma mistura de ar e combustível. 
Sistemas de ignição são bem conhecidos no campo dos motores de combustão interna, tais como os motores a gasolina usados na indústria automotiva, apesar de não se restringirem a estes.

## Breve histórico

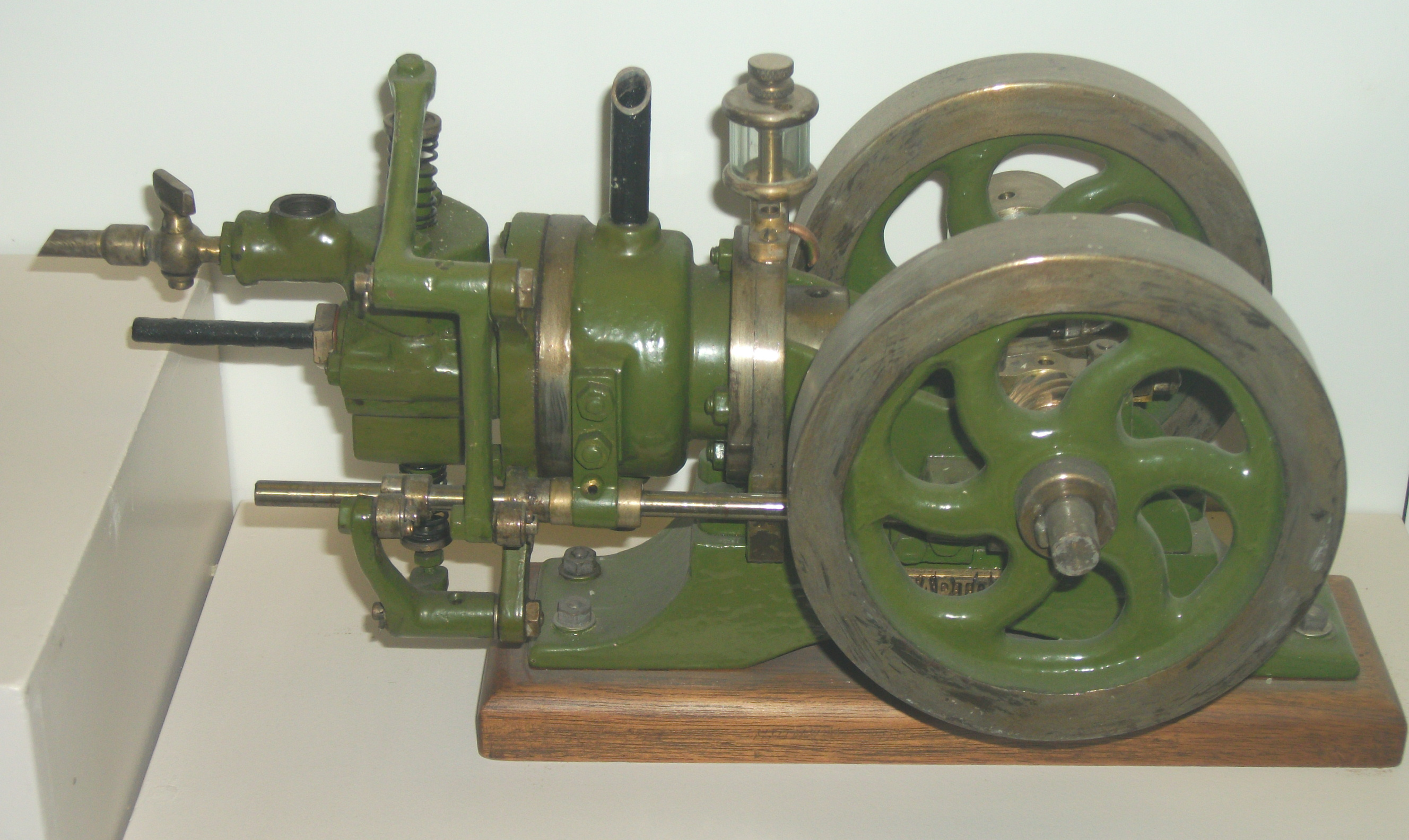
Modelo de um motor a gás Hartop modelo "S" de 1925 com sistema de ignição por chama piloto.

Na prática, ao longo dos últimos cem anos, existiram basicamente cinco sistemas de ignição: por chama piloto, por tubo quente, por magneto, por bateria e mais recentemente a ignição eletrônica. 

### Primeiro a chama

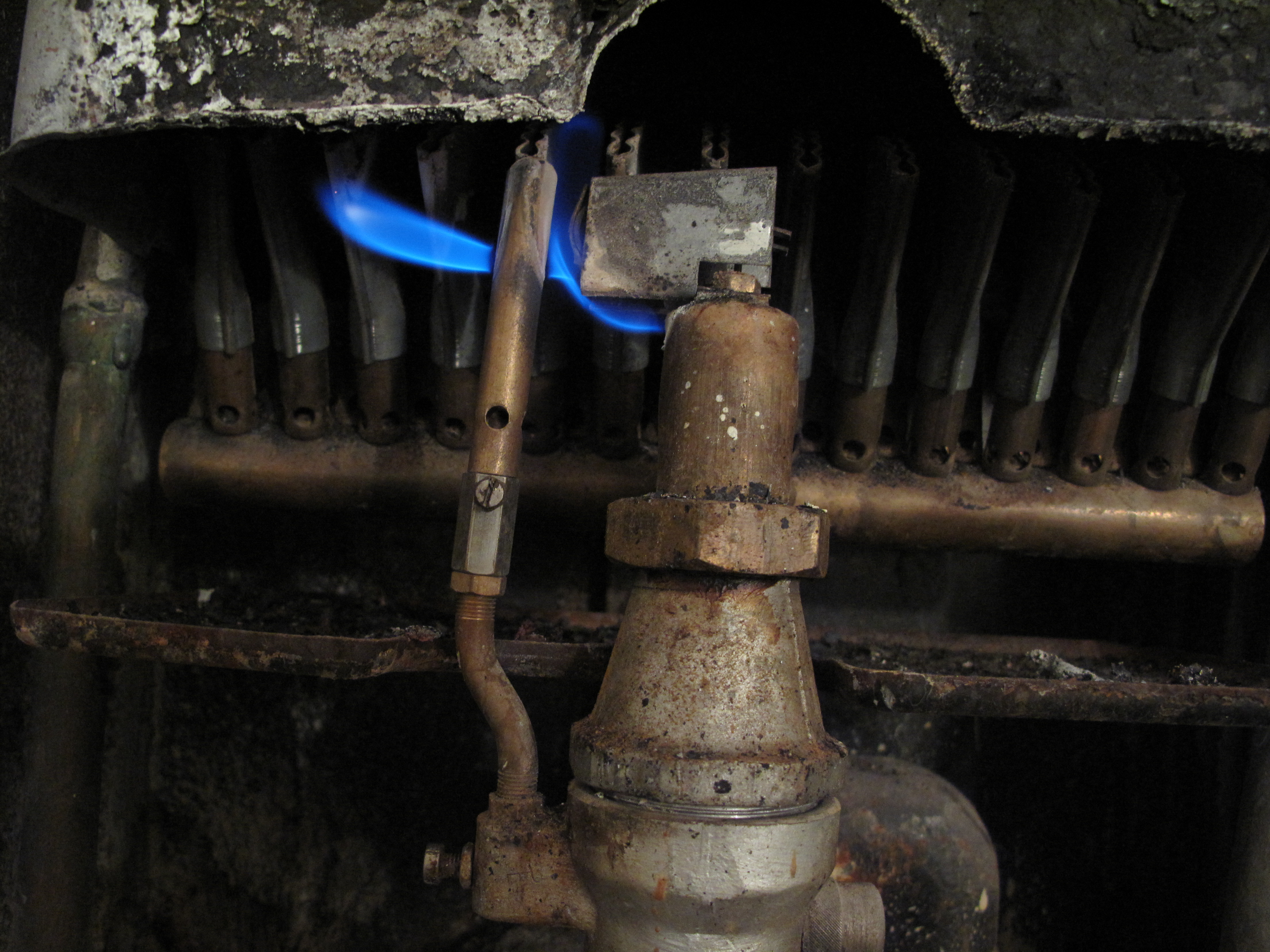
Uma chama piloto de um possível sistema de ignição.

Em uso desde o final da década de 1880, o sistema de ignição por chama teve duas versões: a primeira, envolvia expor parte da mistura ar / combustível à uma chama piloto através de um ou mais orifícios, sistema esse que se mostrou bastante perigoso. O sistema por tubo quente, foi uma evolução, mas se mostrou muito frágil, de comportamento irregular e sujeito à falhas.

### Depois a centelha
A evolução seguinte, foi substituir a chama por uma centelha, que permitia um controle de temporização da combustão, além de ser mais leve, seguro e durável. Os primeiros sistemas de ignição por centelha utilizavam um pequeno gerador e um imã, ficando conhecido popularmente como magneto. Apesar de a invenção do sistema de ignição por magneto ter sido atribuída a vários inventores, Siegfried Marcus recebeu a concessão de uma patente sobre o sistema em 1883, que se tornou o padrão na indústria automotiva até o surgimento do sistema de ignição por bateria.
O primeiro sistema de avanço manual de centelha foi colocado no mercado em 1901 pela Packard, e dali por diante os motoristas controlavam o avanço do sistema de ignição através de uma alavanca na coluna de direção. A Studebaker foi a pioneira na introdução do avanço à vácuo em 1930, e a Chrysler instalou a primeira unidade combinando avanço centrífugo e à vácuo em 1931.
Em 1961, a divisão Delco da General Motors anunciou um sistema de ignição que eliminava pontos de contato e condensadores usando um circuito eletrônico. A Chrysler apresentou e tornou de uso padrão um sistema semelhante em 1972, tornando o sistema de ignição sem avanço de ponto universal. Durante a década de 1980 os computadores de bordo passaram a administrar o controle de avanço com mapas tridimensionais.
Com o uso da eletricidade, a geração de centelhas ficou bastante facilitada e essa alternativa veio evoluindo ao longo dos anos. 
Os principais sistemas que fizeram uso dessa facilidade são
- - Por Magneto
  - Por comutação de magnetos
  - Por bateria e bobina
  - Por temporizador mecânico
  - Por ignição eletrônica
  - Por ignição eletrônica digital (CDI ou IDI)

### Por compressão
Os motores a diesel utilizam o sistema de ignição por compressão, e não utilizam eletricidade para esta função. É o chamado ciclo diesel, conhecido desde 1900.

## Utilização

### Em turbinas
Em turbinas a gás e motores a jato é usado o sistema CDI, apenas durante o acionamento ou no caso da chama da câmara de combustão se apagar.

### Em foguetes
O sistema de ignição utilizado em foguetes, variou desde a chama direta nas primeiras experiências, passando pelo sistema de ignição pirotécnico e chegando ao sistema de ignição hipergólico utilizado nos chamados "foguetes modernos", desde a década de 1940 com o foguete V-2. O sistema pirotécnico de ignição, faz uso de eletricidade para acender tochas pirotécnicas de combustão lenta, geralmente compostas de algum tipo de combustível sólido, ou no caso do sistema hipergólico, acionar a mistura dos componentes (geralmente líquidos) que entram em combustão por contato.

### Em automóveis

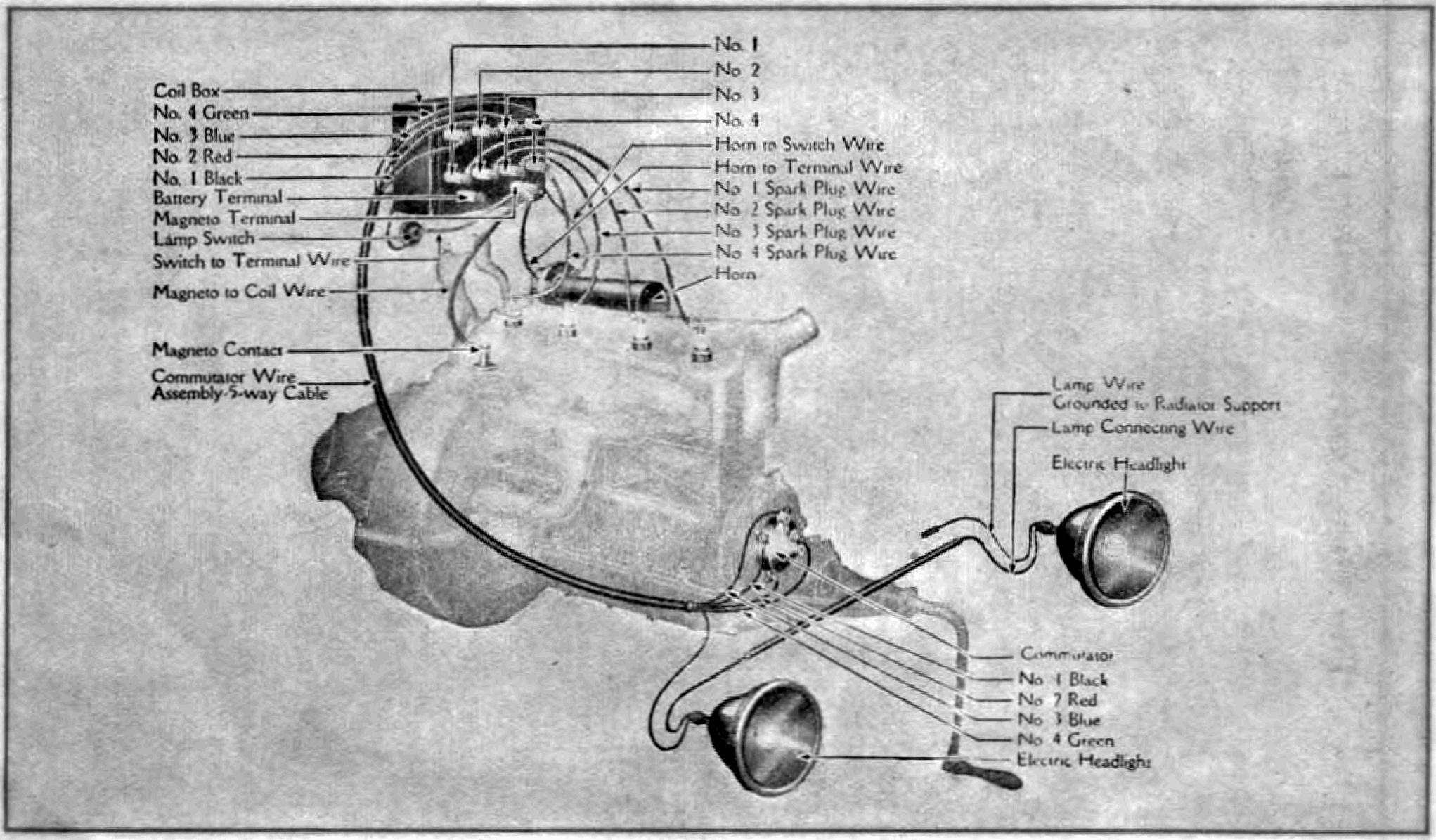
Descrição do sistema de ignição do Ford Model T de 1919.

A criação do sistema de ignição automotivo foi oficialmente atribuída ao americano Charles Kettering que inventou (entre outras coisas), um sistema de ignição elétrico específico para motores de automóveis, efetuando o primeiro teste num Cadillac em fevereiro de 1911. Já em 1912, o sistema foi adotado como padrão nos carros da Cadillac. A invenção foi muito bem recebida, pois deixava de lado o desconfortável, e as vezes perigoso, sistema mecânico de ignição por manivela. A patente desse sistema, só foi concedida à Kettering pelo governo dos Estados Unidos em 1915.
Componentes e funcionamento

Um sistema de ignição convencional.

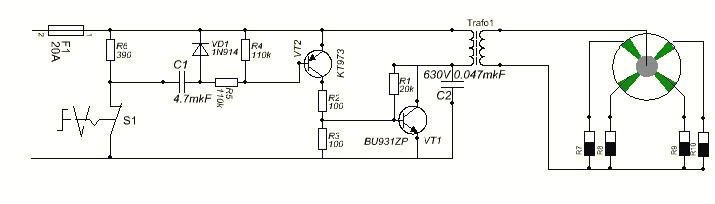
Exemplo de um sistema de ignição eletrônica básico.

- - O Magneto foi o primeiro sistema de ignição, é um gerador de eletricidade. Este componente não é mais utilizado.

- - O principal componente é a bobina de ignição, através do fenômeno da indução consegue elevar a baixa voltagem disponível no sistema elétrico do automóvel em uma tensão alta o suficiente para vencer a resistência encontrada dentro da câmara de combustão devido a alta pressão.

- - O distribuidor direciona a corrente para a vela do cilindro que se encontra no momento da explosão, para isso trabalha sincronizado com o motor.

- - Os cabos de ignição são responsáveis por conduzir a alta tensão produzida na bobina até as velas sem perda, passando ou não pelo distribuidor.

- - O platinado é um interruptor liga/desliga que fica posicionado de modo que sua abertura dispare a faísca na bobina, fica localizado dentro do distribuidor em contato ao seu eixo que possui um ressalto. Esse componente está obsoleto, por ter um desgaste elevado.

- - A bobina impulsora substitui o platinado, é um gerador de sinal indutivo, ou seja, não entra em contato com o eixo garantindo maior durabilidade.

- - A vela conduz a alta tensão para dentro da câmara de combustão através do eletrodo central produzindo a faísca.

- - Nos sistemas mais modernos o sistema de ignição foi incorporado à central de injeção eletrônica, onde é controlado e modificado momento do disparo da bobina de acordo com os mapas de ignição contidas na central.

Nos sistemas modernos também está extinto o distribuidor, sendo este substituído pela ignição estática.
Ha exemplos de automóveis da Ford, como o modelo Escort MK4, modelos 1993/94 entre outros, onde é utilizado o sistema de ignição eletrônica hall, com bobina plástica, com distribuidor.